# Haematostaphis
Genre
Haematostaphis est un genre de plantes de la famille des Anacardiaceae.

## Liste d'espèces
Selon Catalogue of Life (22 septembre 2017) :
- Haematostaphis barteri Hook. fil.

Selon The Plant List (22 septembre 2017) :
- Haematostaphis barteri Hook.f.

Selon Tropicos (22 septembre 2017) (Attention liste brute contenant possiblement des synonymes) :
- Haematostaphis barteri Hook. f.
- Haematostaphis deliciosa (A. Chev. ex Hutch. & Dalziel) Pellegr.
- Haematostaphis pierreana Engl.